# Calliste doré
Tangara arthus
Espèce
Statut de conservation UICN

 LC  : Préoccupation mineure
Le Calliste doré (Tangara arthus) est une espèce de passereaux de la famille des Thraupidae.

## Habitat et répartition

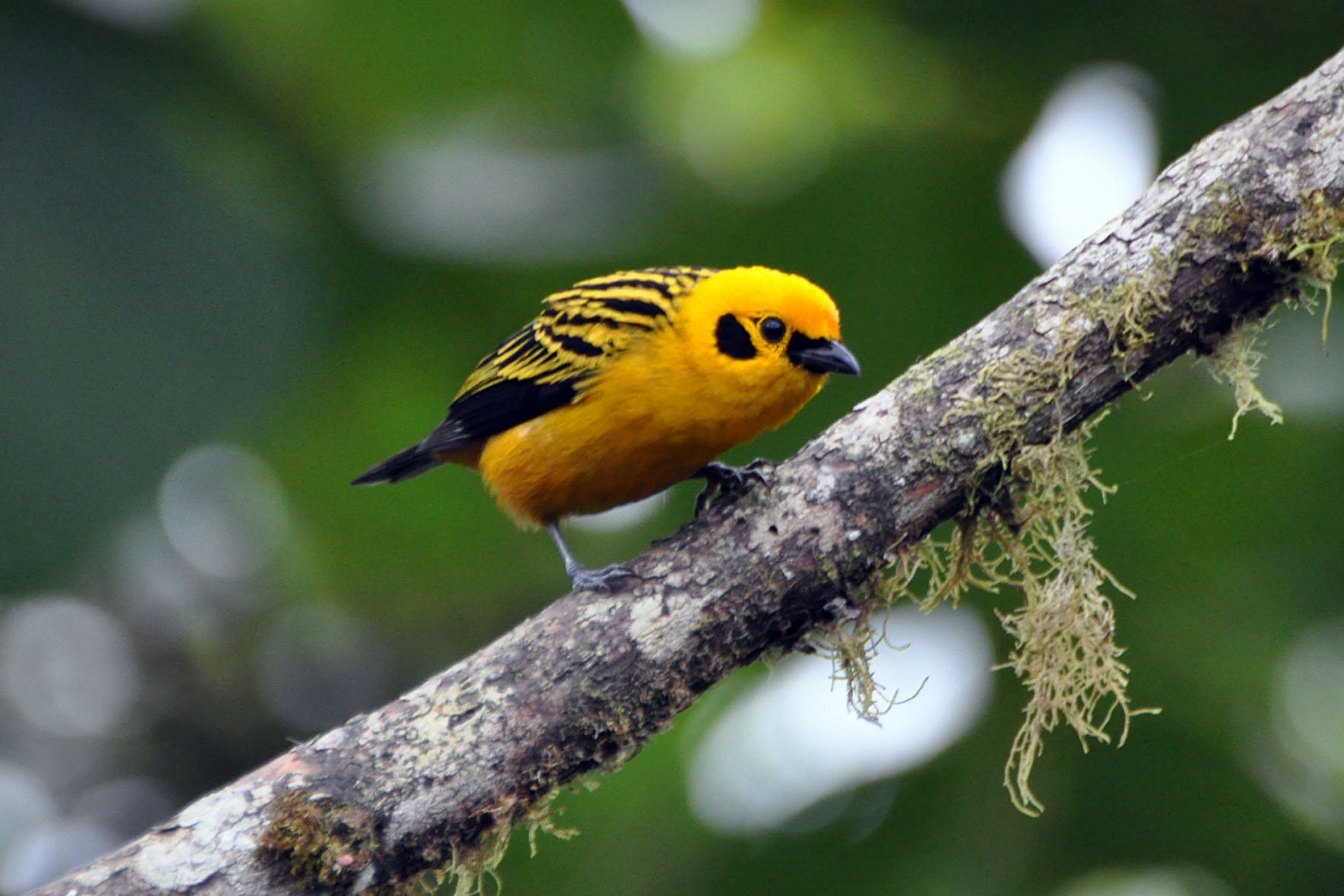

Cet oiseau vit dans la moitié nord des Andes.

## Description
Ce calliste mesure 13 cm de long, du bout du bec au bout de la queue.

## Alimentation
Il se nourrit surtout de fruits.